# Pernille Skipper
Pernille Skipper (née le 10 juillet 1984 à Aalborg, au Danemark) est une femme politique danoise. Elle est membre du Folketing et porte-parole politique de la Liste de l'unité de 2016 à 2021, succédant à Johanne Schmidt-Nielsen. En 2021, elle est remplacée par Mai Villadsen.
Skipper était active dans la vie politique étudiante, étant présidente du conseil étudiant (en) du lycée et vice-président du conseil étudiant de l'Université de Copenhague. Elle est membre de la Liste de l'unité depuis 2001 et a été élue en 2011 au Folketing. Depuis 2013, elle est considérée comme la successeure attendue de Schmidt-Nielsen, et en 2016, elle a été nommée porte-parole politique.

## Jeunesse et éducation
Pernille Skipper est née à Aalborg le 10 juillet 1984. Ses parents sont Jørnn Skipper et Henriette von Platen. De 2001 à 2003, elle a fait ses études secondaires au Gymnasium (en) d'Aalborghus. Pendant cette période, elle a été impliquée dans la politique étudiante, en tant que présidente du conseil des élèves de son école, présidente du chapitre régional de Danske Gymnasieelevers Sammenslutning, l'association danoise des étudiants de gymnase et membre de leur conseil national.
Elle a obtenu une maîtrise en droit en 2011 à l'Université de Copenhague. Au cours de ses études, elle a été vice-présidente du conseil étudiant de l'Université de Copenhague de 2006 à 2007 et vice-présidente du conseil stratégique pédagogique de l'université de 2006 à 2008. De 2009 à 2011, elle a occupé un job d'étudiant au tribunal du comté d'Hillerød.

## Carrière politique
Quand elle avait 15 ans, Skipper était brièvement membre de Venstres Ungdom (en). Elle était ensuite membre du Front de la jeunesse socialiste (en) dont elle faisait partie de la direction de 2004 à 2005. En 2001, elle a rejoint la Liste de l'unité. De 2009 à 2014, elle était membre du conseil d'administration central de la Liste de l'unité et de son comité exécutif,.
Aux élections générales de 2011, Skipper a été élue au Folketing. Depuis 2011, elle est vice-présidente du groupe parlementaire du parti. Le 10 décembre 2013, dans son rôle de porte-parole de la justice, elle a annoncé que l'Alliance rouge-verte ne faisait plus confiance au ministre de la Justice, Morten Bødskov, ce qui a conduit à sa démission. Auparavant, Bødskov avait admis qu'il avait mal informé le Folketing des raisons pour lesquelles une visite à Christiania en 2012 avait été annulée. L'explication officielle était que le directeur de la police de Copenhague ne pouvait pas participer, mais la vraie raison était que le DSIS avait mis en garde contre une menace sécuritaire contre Pia Kjærsgaard.
En 2012, elle a égalé Johanne Schmidt-Nielsen dans un scrutin interne, et en 2013 elle l'a dépassée. À partir de 2013, elle a été nommée dans les médias comme la successeure probable de Schmidt-Nielsen en tant que porte-parole politique de la Liste de l'unité,,. En octobre 2014, Skipper a rejoint la commission parlementaire qui examine les agences de renseignement danoises.
Avant les élections de 2015, tenues le 18 juin, il y avait une incertitude quant à savoir si Schmidt-Nielsen pouvait se présenter aux élections en raison du « principe de rotation » du parti, selon le moment où le Premier ministre Helle Thorning-Schmidt a annoncé l'élection. On s'attendait à ce que Skipper devienne la porte-parole politique si Schmidt-Nielsen n'était pas autorisée à se présenter,, mais comme l'élection a été annoncée avant le congrès de la Liste de l'unité, Schmidt-Nielsen s'est présentée pour sa réélection. En octobre 2015, Skipper a été élue nouvelle candidate principale dans la circonscription de Copenhague au lieu de Schmidt-Nielsen, et en mai 2016, elle a été nommée porte-parole politique de la Liste de l'unité. À la suite de sa nomination, elle a mis fin à son adhésion au Parti socialiste des travailleurs, un parti trotskyste qui fait partie de la Liste de l'unité.
Elle remporte un troisième mandat au Folketing lors des élections législatives de 2019. En février 2021, elle cède sa place de porte-parole de la Liste de l'unité à Mai Villadsen.
En vertu du principe de rotation de la Liste de l'unité, elle n'est pas candidate à un quatrième mandat lors des élections législatives anticipées de novembre 2022.

## Vie privée
Skipper habite à Vesterbro. Depuis 2013, elle est en couple avec Oliver Routhe Skov, qui travaille comme journaliste chez DR. Ils se sont mariés en 2015. Ils ont une fille, née le 25 octobre 2017.